# Hoplopleura exima
Hoplopleura exima är en insektsart som beskrevs av Johnson 1972. Hoplopleura exima ingår i släktet Hoplopleura och familjen gnagarlöss. Inga underarter finns listade i Catalogue of Life.